# Jan Karandziej
Jan Karandziej (ur. 15 maja 1955 w Waczy w Republice Karelii) – polski hutnik, działacz antykomunistycznej opozycji w okresie PRL.

## Życiorys
Ukończył Zasadniczą Szkołę Przemysłu Szklarskiego w Szczytnej. Pracował w hutach na południu Polski, w 1979 został zatrudniony w Stoczni Północnej w Gdańsku. W tym samym roku zaangażował się w działalność Wolnych Związków Zawodowych. Brał udział w głodówce w Podkowie Leśnej (w maju 1980), której uczestnicy domagali się uwolnienia Mirosława Chojeckiego, Dariusza Kobzdeja i innych więźniów politycznych. Jako członek KZ WZZ Wybrzeża, do którego wszedł w maju 1980 na miejsce Andrzeja Bulca, sygnował ulotkę wzywającą do strajku w obronie Anny Walentynowicz w sierpniu 1980. Za prowadzoną działalność zwolniony z pracy w Stoczni Północnej. Przewodniczył komitetowi strajkowemu w Gdańskim Przedsiębiorstwie Robót Inżynieryjnych. Po wprowadzeniu stanu wojennego internowano go na okres od grudnia 1981 do lipca 1982. Po zwolnieniu na emigracji, przebywał między innymi w Kalifornii Północnej, gdzie był założycielem polskiej biblioteki i współredagował Biuletyn Polityczny „Wiadomości”.
Do kraju powrócił w grudniu 1988, podejmował prace w różnych przedsiębiorstwach i zakładach komunalnych. W publicznych wystąpieniach należy do krytyków pierwszego przewodniczącego „Solidarności”, Lecha Wałęsy.

## Odznaczenia
- Krzyż Oficerski Orderu Odrodzenia Polski (2017)[7]
- Medal „Pro Patria”
- Medal Komisji Edukacji Narodowej
- Krzyż Wolności i Solidarności (2018)[8]